# Borowa Góra (województwo podkarpackie)
Borowa Góra – wieś w Polsce położona w województwie podkarpackim, w powiecie lubaczowskim, w gminie Lubaczów.
W II Rzeczypospolitej wieś w powiecie lubaczowskim województwa lwowskiego. W latach 1943–1946 nacjonaliści ukraińscy z OUN-UPA zamordowali tutaj 9 Polaków.
W latach 1975–1998 miejscowość administracyjnie należała do województwa przemyskiego.
Wierni Kościoła rzymskokatolickiego należą do parafii św. Andrzeja Boboli w Baszni Dolnej.